# 2014年非洲羽毛球錦標賽
2014年非洲羽毛球錦標賽為第19屆非洲羽毛球錦標賽，是一項由非洲羽毛球聯合會（Badminton Confederation of Africa）主辦的非洲區內國際性羽毛球賽事。本屆賽事於2014年4月23日至29日在博茨瓦納洛巴策內的洛巴策綜合運動場（Lobatse Sports Complex）舉行。
本屆賽事共有來自13個國家的選手參加，包括：南非、尼日利亞、毛里求斯、埃及、贊比亞、塞舌爾、津巴布韋、尼日利亞、阿爾及利亞、加納、剛果、喀麥隆和博茨瓦納。

## 獎牌榜

### 國家獎牌榜
| 排名 | 国家／地区 | 金牌 | 银牌 | 铜牌 | 總數 |
| ---- | ---------- | ---- | ---- | ---- | ---- |
| 1    | 南非       | 4    | 1    | 2    | 7    |
| 2    | 模里西斯   | 2    | 0    | 2    | 4    |
| 3    | 奈及利亞   | 0    | 4    | 5    | 9    |
| 4    | 塞舌尔     | 0    | 1    | 2    | 3    |
| 5    |            | 0    | 0    | 1    | 1    |
| 總數 | 總數       | 6    | 6    | 12   | 24   |

### 項目獎牌榜
| 項目     | 金牌                             | 银牌                      | 铜牌                                   |
| 混合團體 | 南非                             | 奈及利亞                  | 模里西斯                               |
| 混合團體 | 南非                             | 奈及利亞                  | 塞舌尔                                 |
| 男子單打 | 雅各布·马列卡                    | 埃内约·阿巴               | 维克托·马坎朱                          |
| 男子單打 | 雅各布·马列卡                    | 埃内约·阿巴               | Gaone Tawana                           |
| 女子單打 | 凯特·甫·库内                     | 格雷斯·加布里埃尔         | Sandra le Grange                       |
| 女子單打 | 凯特·甫·库内                     | 格雷斯·加布里埃尔         | 多卡斯·阿乔克·艾德索康                 |
| 男子雙打 | 安德里斯·马兰 威廉·维尔容        | 埃内约·阿巴 维克托·马坎朱 | Deeneshsing Baboolall 喬治·朱利安·保羅 |
| 男子雙打 | 安德里斯·马兰 威廉·维尔容        | 埃内约·阿巴 维克托·马坎朱 | 乔基·卡皮顿 Steve Malcouzane           |
| 女子雙打 | 凯特·甫·库内 Yeldi Louison       | 朱丽叶·阿万 艾莉森·卡米尔 | 托辛·达米洛拉·阿托拉格贝 法蒂玛·阿齐兹 |
| 女子雙打 | 凯特·甫·库内 Yeldi Louison       | 朱丽叶·阿万 艾莉森·卡米尔 | 埃尔姆·德维利尔斯 珍妮弗·弗莱          |
| 混合雙打 | 威廉·维尔容 米歇尔·巴特勒-埃米特 | 安德里斯·马兰 珍妮弗·弗莱 | 埃内约·阿巴 托辛·达米洛拉·阿托拉格贝   |
| 混合雙打 | 威廉·维尔容 米歇尔·巴特勒-埃米特 | 安德里斯·马兰 珍妮弗·弗莱 | 欧拉·法贝米 多卡斯·阿乔克·艾德索康     |